# ماروسیا اف۱
تیم ماروسیا اف۱ (انگلیسی: Marussia F1 Team؛ که بعداً به تیم مانور ماروسیا اف۱ (انگلیسی: Manor Marussia F1 Team) تغییر نام داد) یک تیم مسابقه و سازندهٔ فرمول یک آنگلو-روسی بود که در بنبری، آکسفوردشر بریتانیا مستقر بود. این تیم توسط مانور موتوراسپورت (با نام سابق ماروسیا مانور ریسینگ)، که پیش از آن شرکت تابعه‌ای از خودروسازی منحل‌شدهٔ ماروسیا موتورز مستقر در مسکو بود، اداره می‌شد. این تیم در ابتدا شرکت در مسابقات را در فصل ۲۰۱۰ تحت نام «ویرجین ریسینگ» آغاز کرد. در سال بعد، شرکت ویرجین، ماروسیا را به‌عنوان حامی مالی عنوان تیم برگزید و نام تیم به «ماروسیا ویرجین ریسینگ» تغییر یافت. پس از آن و برای فصل ۲۰۱۲ نام این تیم به‌طور کامل تغییر یافت و نام «تیم ماروسیا اف۱» برای آن انتخاب شد.
تیم ماروسیا نخستین امتیازهای خود را در جایزه بزرگ موناکو ۲۰۱۴ کسب کرد. در این گراند پری، رانندهٔ پیشتاز تیم، ژول بیانچی، جایگاه نهم را کسب کرد و بر همین اساس تیم ماروسیا به اولین تیم روسیه‌ای بدل شد که در مسابقات قهرمانی جهان موفق به کسب امتیاز می‌شد.

## نتایج کامل در فرمول یک
(کلید) (مسابقه‌های نوشته‌شده به‌صورت پررنگ نشانگر پول پوزیشن، و مسابقه‌های نوشته‌شده به‌صورت ایتالیک نشانگر سریع‌ترین دور هستند)
| سال  | شاسی     | موتور                     | تایرها | راننده        | ۱        | ۲     | ۳     | ۴     | ۵       | ۶      | ۷      | ۸        | ۹        | ۱۰       | ۱۱       | ۱۲      | ۱۳      | ۱۴      | ۱۵    | ۱۶     | ۱۷     | ۱۸     | ۱۹     | ۲۰    | امتیاز | ق.س.   |
| ---- | -------- | ------------------------- | ------ | ------------- | -------- | ----- | ----- | ----- | ------- | ------ | ------ | -------- | -------- | -------- | -------- | ------- | ------- | ------- | ----- | ------ | ------ | ------ | ------ | ----- | ------ | ------ |
| ۲۰۱۲ | ام‌آر۰۱   | کازوورث سی‌ای۲۰۱۲ ۲٫۴ وی۸  | P      |               | استرالیا | مالزی | چین   | بحرین | اسپانیا | موناکو | کانادا | اروپا    | بریتانیا | آلمان    | مجارستان | بلژیک   | ایتالیا | سنگاپور | ژاپن  | کره    | هند    | ابوظبی | آمریکا | برزیل | ۰      | یازدهم |
| ۲۰۱۲ | ام‌آر۰۱   | کازوورث سی‌ای۲۰۱۲ ۲٫۴ وی۸  | P      | تیمو گلاک     | ۱۴       | ۱۷    | ۱۹    | ۱۹    | ۱۸      | ۱۴     | ب.     | ع.ش.     | ۱۸       | ۲۲       | ۲۱       | ۱۵      | ۱۷      | ۱۲      | ۱۶    | ۱۸     | ۲۰     | ۱۴     | ۱۹     | ۱۶    | ۰      | یازدهم |
| ۲۰۱۲ | ام‌آر۰۱   | کازوورث سی‌ای۲۰۱۲ ۲٫۴ وی۸  | P      | شارل پیک      | ۱۵†      | ۲۰    | ۲۰    | ب.    | ب.      | ب.     | ۲۰     | ۱۵       | ۱۹       | ۲۰       | ۲۰       | ۱۶      | ۱۶      | ۱۶      | ب.    | ۱۹     | ۱۹     | ب.     | ۲۰     | ۱۲    | ۰      | یازدهم |
| ۲۰۱۳ | ام‌آر۰۲   | کازوورث سی‌ای۲۰۱۳ ۲٫۴ وی۸  | P      |               | استرالیا | مالزی | چین   | بحرین | اسپانیا | موناکو | کانادا | بریتانیا | آلمان    | مجارستان | بلژیک    | ایتالیا | سنگاپور | کره     | ژاپن  | هند    | ابوظبی | آمریکا | برزیل  |       | ۰      | دهم    |
| ۲۰۱۳ | ام‌آر۰۲   | کازوورث سی‌ای۲۰۱۳ ۲٫۴ وی۸  | P      | ژول بیانچی    | ۱۵       | ۱۳    | ۱۵    | ۱۹    | ۱۸      | ب.     | ۱۷     | ۱۶       | ب.       | ۱۶       | ۱۸       | ۱۹      | ۱۸      | ۱۶      | ب.    | ۱۸     | ۲۰     | ۱۸     | ۱۷     |       | ۰      | دهم    |
| ۲۰۱۳ | ام‌آر۰۲   | کازوورث سی‌ای۲۰۱۳ ۲٫۴ وی۸  | P      | ماکس چیلتون   | ۱۷       | ۱۶    | ۱۷    | ۲۰    | ۱۹      | ۱۴     | ۱۹     | ۱۷       | ۱۹       | ۱۷       | ۱۹       | ۲۰      | ۱۷      | ۱۷      | ۱۹    | ۱۷     | ۲۱     | ۲۱     | ۱۹     |       | ۰      | دهم    |
| ۲۰۱۴ | ام‌آر۰۳   | فراری ۰۵۹/۳ ۱٫۶ وی۶ توربو | P      |               | استرالیا | مالزی | بحرین | چین   | اسپانیا | موناکو | کانادا | اتریش    | بریتانیا | آلمان    | مجارستان | بلژیک   | ایتالیا | سنگاپور | ژاپن  | روسیه  | آمریکا | برزیل  | ابوظبی |       | ۲      | نهم    |
| ۲۰۱۴ | ام‌آر۰۳   | فراری ۰۵۹/۳ ۱٫۶ وی۶ توربو | P      | ماکس چیلتون   | ۱۳       | ۱۵    | ۱۳    | ۱۹    | ۱۹      | ۱۴     | ب.     | ۱۷       | ۱۶       | ۱۷       | ۱۶       | ۱۶      | ب.      | ۱۷      | ۱۸    | ب.     |        |        |        |       | ۲      | نهم    |
| ۲۰۱۴ | ام‌آر۰۳   | فراری ۰۵۹/۳ ۱٫۶ وی۶ توربو | P      | ژول بیانچی    | NC       | ب.    | ۱۶    | ۱۷    | ۱۸      | ۹      | ب.     | ۱۵       | ۱۴       | ۱۵       | ۱۵       | ۱۸†     | ۱۸      | ۱۶      | ۲۰†   |        |        |        |        |       | ۲      | نهم    |
| ۲۰۱۴ | ام‌آر۰۳   | فراری ۰۵۹/۳ ۱٫۶ وی۶ توربو | P      | الکساندر روسی |          |       |       |       |         |        |        |          |          |          |          | ف.ت.    |         |         |       | ک.ک.   |        |        |        |       | ۲      | نهم    |
| ۲۰۱۵ | ام‌آر۰۳بی | فراری ۰۵۹/۳ ۱٫۶ وی۶ توربو | P      |               | استرالیا | مالزی | چین   | بحرین | اسپانیا | موناکو | کانادا | اتریش    | بریتانیا | مجارستان | بلژیک    | ایتالیا | سنگاپور | ژاپن    | روسیه | آمریکا | مکزیک  | برزیل  | ابوظبی |       | ۰      | دهم    |
| ۲۰۱۵ | ام‌آر۰۳بی | فراری ۰۵۹/۳ ۱٫۶ وی۶ توربو | P      | ویل استیونز   | ت.ن.     | ع.ش.  | ۱۵    | ۱۶    | ۱۷      | ۱۷     | ۱۷     | ب.       | ۱۳       | ۱۶†      | ۱۶       | ۱۵      | ۱۵      | ۱۹      | ۱۴    | ب.     | ۱۶     | ۱۷     | ۱۸     |       | ۰      | دهم    |
| ۲۰۱۵ | ام‌آر۰۳بی | فراری ۰۵۹/۳ ۱٫۶ وی۶ توربو | P      | روبرتو مری    | ت.ن.     | ۱۵    | ۱۶    | ۱۷    | ۱۸      | ۱۶     | ب.     | ۱۴       | ۱۲       | ۱۵       | ۱۵       | ۱۶      |         |         | ۱۳    |        |        |        | ۱۹     |       | ۰      | دهم    |
| ۲۰۱۵ | ام‌آر۰۳بی | فراری ۰۵۹/۳ ۱٫۶ وی۶ توربو | P      | الکساندر روسی |          |       |       |       |         |        |        |          |          |          |          |         | ۱۴      | ۱۸      |       | ۱۲     | ۱۵     | ۱۸     |        |       | ۰      | دهم    |

† راننده مسابقه را به پایان نرسانده؛ اما با توجه به اینکه بیش از ۹۰٪ از مسافت طی شده توسط برندهٔ مسابقه را طی کرده، در رده‌بندی قرار گرفته‌است.